# الاتحاد النسائي الحر
الاتحاد النسائي الحر هي منظمة مغربيّة تعنى بالدفاعِ عن حقوق المرأة كما تعملُ على حمايةِ النّساء من العنف القائم على النوع الاجتماعي والجنس.
أُنشئ الاتحاد النسائي الحر في 21 آذار/مارس 2016 من أجلِ مواجهة العنف على أساس الجنس والتوجه الجنسي، وَحصل على إذنٍ من الحكومة المغربية لمباشرةِ أعمالهِ في مختلف جهات المغرب.

## مساعدة الضحايا
يعملُ الاتحاد على توفير المُساعدة القانونية والنفسية والطبية للناجين من جميع أشكال الاعتداءات الجنسية بالإضافةِ إلى عملهِ على مُكافحة التمييز ضد المثليين، فضلًا عن مساعدتهِ الضحايا على حضور جلسات استماع مع علماء النفس وَالأطباء النفسيين بل حتّى المحامين عندَ الضرورة.

## الدعوة والتعبئة
يدافع الاتحاد النسائي الحر عن حقوق المرأة ومجتمع إل جي بي تي. شاركَ عند بدايةِ تأسيسه معَ حوالي أربعين جمعية في تعبئة الحركة النسائية في المغرب من أجل المُطالبة بإصلاحٍ عميقٍ لقانون الأسرة المغربي الذي يرى فيهِ «قانونًا منحازًا» كما طالب الاتحاد الحر بالمراجعة الشاملة والكاملة لجميع الفصول القانونيّة المتعلقة بقانون الأسرة بما في ذلك الميراث. يعملُ الاتحاد النسائي الحر بناءً على ما جاءَ في اتفاقية القضاء على جميع أشكال التمييز ضد المرأة وبالتنسيق معَ أحكام الدستور.
في عام 2016 وعقبَ اعتقال قوات الأمن لفتاتينِ بسبب تبادلهما لقُبلة متهمًا إياهمَا «بالشذوذ الجِنسي»؛ اتخذَ الاتحاد النسائي الحر موقفًا يقضي بإلغاء تجريم العلاقات الجنسية المثلية في المغرب ودَعمهُ في ذلك عددٌ من الجمعيات الأخرى.

## تطبيق جوال «منشوفوش»
أطلقَ الاتحاد النسائي الحر في 21 آذار/مارس 2018 في العاصِمة الرباط أوّل تطبيقٍ إلكتروني لتوثيق التحرش الجنسي في المغرب ومكافحته ثمّ قامت بنشرهِ على منصّة جوجل بلاي. حملَ التطبيق اسم «منشوفوش» وهي كلمة عاميّة تعني في اللغة العربيّة «لا نرى» ثمّ سُرعان ما صار منصةّ لإدانة جميع أنواع العنف على أساس الجنس و/أو النشاط الجنسي. يحتوي التطبيق على زرٍ لطلبِ المساعدة من السلطات المختصة كما تعملُ الجمعية على جمعِ أكبر ما يُمكن من المعلومات حول قضيّة معينة رُفعت من داخل التطبيق من أجلِ استغلال تلكَ البيانات في وقتٍ لاحق في المحكمة واسترجاع كافّة حقوق الضحيّة وضمان مُحاكمة «المُنتهِك».